# Cyrille Diabaté
Pour les articles homonymes, voir Diabaté.
Cyrille Diabaté, né le 6 octobre 1973 à La Celle-Saint-Cloud, est un pratiquant français d'arts martiaux mixtes (MMA).
Il a commencé sa carrière professionnelle en tant que combattant de muay-thaï, où il a été quatre fois champion du monde. Il mesure 1,97 m pour 93-96 kg. Il a été classé premier de sa catégorie en karaté shidokan, Shootboxing, Muay Thai, et kickboxing.
Il est le fondateur de la Snake Team, une équipe française de MMA basée en Seine-Saint-Denis où il entraine des combattants comme Xavier Foupa-Pokam ou Grégory Babene.
Il combat professionnellement en MMA depuis 1999 ce qui en fait l'un des premiers combattants français de cette discipline.
Pour certains sites spécialisés Diabaté est un combattant sous-évalué du fait de son expérience et de son niveau. Par exemple il perdit face à Mauricio Rua l'un des meilleurs de sa catégorie. De plus il a combattu dans bon nombre d'organisations plus ou moins importantes telle que le Pride, le Cage Rage, le ShoXC, et il détient la meilleure précision de coups de l'ensemble des combattants de l'UFC avec 57 % de coups touchant à la tête et 73 % de tentatives réussies de coups,.

## Carrière en kick-boxing
Avant de commencer le MMA en 1999, Cyrille était un combattant de niveau mondial en kick-boxing. Il fut champion de France de kickboxing, de Muay Thai, de karaté Shidokan et champion du monde de karaté Shidokan, Muay Thai, Sanda, cage fighting. Il a été classé premier de sa catégorie en shidokan Karate, Shootboxing, Muay Thai, et kickboxing.

## Parcours en arts martiaux mixtes

### Débuts
Avant de signer au Pride FC qui était l'organisation de MMA la plus populaire de son temps, Cyrille Diabaté a combattu dans des organisations moins importantes.
Le fait d'armes le plus important de Cyrille Diabaté est son combat contre Maurício Rua au Pride Final Conflict Absolute. Cependant après 5 minutes 29 du premier round, Rua a battu Cyrille par KO. Ce combat dirigea Cyrille Diabaté vers de plus petites organisations que le Pride. Son premier combat dans ce genre de promotion s'est fait au Cage Rage en Angleterre. Il bat Ryan Robinson par armbar et il s'est ensuivi une victoire sanglante au ShoXC contre Jaime Fletcher. Cyrille a battu Marcus Hicks par soumission après seulement 89 secondes. Sa quatrième victoire d'affilée contre Rob Smith par soumission lui ouvrit les portes de l'UFC.

### Ultimate Fighting Championship
Cyrille Diabaté signe un premier contrat de quatre combats avec l'UFC, plus importante organisation mondiale d'arts martiaux mixtes, en 2010 après avoir été l'entraîneur assistant en pieds-poings de Dan Henderson au sein de l'équipe américaine de la 9e saison de l'émission The Ultimate Fighter.
Sa première rencontre est alors programmée face à Luiz Cané lors de l'UFC 114, le 29 mai 2010 à Las Vegas.
Le match débute mal pour Diabaté envoyé au tapis par le Brésilien moins d'une minute dans le 1er round. Il réussit cependant à se relever et inverser la situation en faisant chanceler son adversaire sur une combinaison gauche-droite. Quelques coups de plus lui permettent enfin de remporter la victoire par TKO.
Diabaté est ensuite opposé à Alexander Gustafsson lors de l'UFC 120 du 16 octobre 2010.
Malgré ses compétences en pieds-poings, c'est Gustaffson qui se montre supérieur debout dans le 1er round. Ce dernier décide ensuite d'amener son adversaire au sol dans la 2e reprise pour le soumettre par étranglement arrière.
Son troisième combat l'oppose à Steve Cantwell, ancien champion du World Extreme Cagefighting absent de la compétition depuis plus d'un an pour cause de blessures. Les deux hommes se rencontrent le 3 mars 2011 lors de l'UFC on Versus 3
et Diabaté réussit à prendre l'ascendant en pieds-poings lors des trois reprises du match pour finalement obtenir la victoire par décision unanime (30-27, 30-25, 30-26).
Il continue son parcours face à Anthony Perosh, spécialiste en jiu-jitsu brésilien, lors de l'UFC 138 du 5 novembre 2011.
L'annulation d'un des combats de la soirée permet à Diabaté d'apparaitre pour la première fois dans un programme principal de l'organisation américaine.
Le Français entame bien ce match grâce à sa boxe et même s'il se fait amener au sol, il arrive à contenir son adversaire dans le 1er round. Ce dernier domine par contre le 2e, profitant d'une position montée sur Diabaté au sol, et finit par passer dans le dos et remporter la victoire par soumission en étranglement arrière.
Début 2012, Cyrille Diabaté est prévu face à Jörgen Kruth pour une confrontation à l'UFC on Fuel TV 2 le 14 avril.
Kruth se blesse cependant peu de temps avant le combat et est alors remplacé par un nouveau venu, champion du Ring of Combat, Tom DeBlass.
Bousculé dans la 1re reprise, Diabaté réussit à revenir dans les deux rounds suivants et remporter la victoire par décision majoritaire au terme d'un match s'étant beaucoup déroulé au sol.
C'est ensuite Fabio Maldonado qu'il devait rencontrer lors de l'UFC 154, le 17 novembre 2012 à Montréal
mais ce dernier est bientôt choisi pour remplacer Quinton Jackson et affronter Glover Teixeira lors de l'UFC 153.
Chad Griggs devient alors le nouvel adversaire de Diabaté.
Rapidement, le Français fait vaciller Griggs sur un coup de poing du gauche et réussit plus tard dans le 1er round à s'installer dans le dos de son adversaire pour le soumettre par étranglement arrière.
Il rencontre ensuite Jimi Manuwa lors de l'UFC on Fuel TV 7, le 16 février 2013 à Londres. Après le 1er round, une blessure au mollet l'empêche de reprendre le combat. Manuwa est alors déclaré vainqueur par TKO.
Son retour est organisé contre le Suédois Ilir Latifi, partenaire d'entrainement d'Alexander Gustafsson, pour un nouvel événement londonien, l'UFC Fight Night 37 du 8 mars 2014.
Avant ce combat, Cyrille Diabaté annonce que celui-ci sera le dernier de sa carrière, à 40 ans et après quinze années de compétition en MMA.
Il perd ce dernier combat par soumission dans la 1re reprise sur un étranglement en guillotine puissant avec actions sur les cervicales.

## Autres
- Cyrille Diabaté combat depuis qu'il a 18 ans.
- Cyrille Diabaté fut garde du corps, videur et cascadeur.
- Son coup de percussion préféré est le coup de coude et sa technique de grappling préféré est l'armbar (soumission)
- Il a créé une marque de vêtement : W4L (Warrior for Life)
- Il participe à l'émission On n'est pas couché diffusée le 19 octobre 2013 sur France 2.
- Il apparaît dans le Gameplay de Cyprien Gaming sur le jeu Fighter Within le 9 décembre 2013.

## Palmarès en arts martiaux mixtes
| 30 combats     | 19 victoires | 10 défaites |
| Par KO         | 8            | 2           |
| Par soumission | 6            | 5           |
| Sur décision   | 5            | 3           |
| Égalités       | 1            | 1           |

| Résultat | Record  | Adversaire           | Méthode                                 | Événement                              | Date              | Round | Temps | Lieu                             | Notes                                      |
| -------- | ------- | -------------------- | --------------------------------------- | -------------------------------------- | ----------------- | ----- | ----- | -------------------------------- | ------------------------------------------ |
| Défaite  | 19-10-1 | Ilir Latifi          | Soumission (étranglement en guillotine) | UFC Fight Night: Gustafsson vs. Manuwa | 8 mars 2014       | 1     | 3:02  | Londres, Angleterre              | Diabaté prend sa retraite après le combat. |
| Défaite  | 19-9-1  | Jimi Manuwa          | TKO (abandon sur blessure)              | UFC on Fuel TV: Barao vs. McDonald     | 16 février 2013   | 1     | 5:00  | Londres, Angleterre              |                                            |
| Victoire | 19-8-1  | Chad Griggs          | Soumission (étranglement arrière)       | UFC 154: St-Pierre vs. Condit          | 17 novembre 2012  | 1     | 2:24  | Montréal, Canada                 |                                            |
| Victoire | 18-8-1  | Tom DeBlass          | Décision majoritaire                    | UFC on Fuel TV: Gustafsson vs. Silva   | 14 avril 2012     | 3     | 5:00  | Stockholm, Suède                 |                                            |
| Défaite  | 17-8-1  | Anthony Perosh       | Soumission (étranglement arrière)       | UFC 138: Leben vs. Muñoz               | 5 novembre 2011   | 2     | 3:09  | Birmingham, Angleterre           |                                            |
| Victoire | 17-7-1  | Steve Cantwell       | Décision unanime                        | UFC Live: Sanchez vs. Kampmann         | 3 mars 2011       | 3     | 5:00  | Louisville, Kentucky, États-Unis |                                            |
| Défaite  | 16-7-1  | Alexander Gustafsson | Soumission (étranglement arrière)       | UFC 120: Bisping vs. Akiyama           | 16 octobre 2010   | 2     | 2:41  | Londres, Angleterre              |                                            |
| Victoire | 16-6-1  | Luiz Cané            | TKO (coups de poing)                    | UFC 114: Rampage vs. Evans             | 29 mai 2010       | 1     | 2:13  | Las Vegas, Nevada, États-Unis    | Début à l'UFC                              |
| Victoire | 15-6-1  | Rob Smith            | Soumission (rear naked choke)           | TPF 2: Brawl in the Hall               | 13 décembre 2009  | 1     | 1:47  | Lemoore, Californie, États-Unis  |                                            |
| Victoire | 14-6-1  | Marcus Hicks         | Soumission (clé de bras)                | AMMA 1: First Blood                    | 24 octobre 2009   | 1     | 1:29  | Edmonton, Canada                 |                                            |
| Victoire | 13-6-1  | Lodune Sincaid       | TKO (arrêt du médecin)                  | PFC 12: High Stakes                    | 22 janvier 2009   | 2     | 1:15  | Lemoore, Californie, États-Unis  |                                            |
| Victoire | 12-6-1  | Jaime Fletcher       | Décision unanime                        | ShoXC: Hamman vs. Suganuma II          | 15 août 2008      | 3     | 5:00  | Friant, Californie, États-Unis   |                                            |
| Victoire | 11-6-1  | Ryan Robinson        | Soumission (clé de bras)                | Cage Rage 21: Judgement Day            | 21 avril 2007     | 1     | 1:15  | Londres, Angleterre              |                                            |
| Défaite  | 10-6-1  | Maurício Rua         | TKO (stomps)                            | Pride Final Conflict Absolute          | 10 septembre 2006 | 1     | 5:29  | Saitama, Japon                   |                                            |
| Victoire | 10-5-1  | Yasuhito Namekawa    | KO (coup de genou sauté)                | Real Rhythm: 4th Stage                 | 30 juillet 2006   | 2     | 1:50  | Osaka, Japon                     |                                            |
| Victoire | 9-5-1   | Yasuhito Namekawa    | KO (coups de poing)                     | Deep: 24 Impact                        | 11 avril 2006     | 2     | 2:22  | Tokyo, Japon                     |                                            |
| Victoire | 8-5-1   | Takahiro Oba         | Soumission (rear naked choke)           | Real Rhythm: 3rd Stage                 | 4 mars 2006       | 2     | 3:47  | Osaka, Japon                     |                                            |
| Victoire | 7-5-1   | Mu Jin-Na            | KO                                      | Real Rhythm: 2nd Stage                 | 19 novembre 2005  | 1     | 1:28  | Osaka, Japon                     |                                            |
| Défaite  | 6-5-1   | Fábio Piamonte       | Soumission (étranglement bras/tête)     | Cage Rage 12: The Real Deal            | 2 juillet 2005    | 1     | 2:09  | Londres, Angleterre              |                                            |
| Défaite  | 6-4-1   | Renato Sobral        | Soumission (étranglement en guillotine) | Cage Rage 9: No Mercy                  | 27 novembre 2004  | 1     | 3:38  | Londres, Angleterre              |                                            |
| Défaite  | 6-3-1   | Arman Gambaryan      | Décision unanime                        | M-1 MFC: Middleweight GP               | 9 octobre 2004    | 3     | 5:00  | Saint-Pétersbourg, Russie        |                                            |
| Défaite  | 6-2-1   | Rodney Glunder       | Décision unanime                        | 2 Hot 2 Handle                         | 22 février 2004   | 2     | 3:00  | Amsterdam, Pays-Bas              |                                            |
| Victoire | 6-1-1   | James Žikic          | Décision unanime                        | EF 1: Genesis                          | 13 juillet 2003   | 3     | 5:00  | Londres, Angleterre              |                                            |
| Victoire | 5-1-1   | Dave Vader           | Soumission (étranglement en triangle)   | 2H2H 6: Simply the Best 6              | 16 mars 2003      | 1     | 3:40  | Rotterdam, Pays-Bas              |                                            |
| Victoire | 4-1-1   | Bob Schrijber        | Décision                                | 2H2H 5: Simply the Best 5              | 13 octobre 2002   | 2     | 3:00  | Rotterdam, Pays-Bas              |                                            |
| Victoire | 3-1-1   | Matt Frye            | KO (coups de poing)                     | Cage Wars 2                            | 15 mai 2002       | 1     | N/A   | Londres, Angleterre              |                                            |
| Défaite  | 2-1-1   | Josh Dempsey         | Décision                                | Cage Wars 1                            | 23 février 2002   | 2     | N/A   | Portsmouth, Angleterre           |                                            |
| Égalité  | 2-0-1   | Rodney Glunder       | Égalité                                 | Rings Holland: No Guts, No Glory       | 10 juin 2001      | 2     | 5:00  | Amsterdam, Pays-Bas              | Combat mené à terme                        |
| Victoire | 2-0     | Andre Juskevicius    | KO                                      | Golden Trophy 2000                     | 18 mars 200       | N/A   | N/A   | Orléans, France                  |                                            |
| Victoire | 1-0     | Ryuta Sakurai        | TKO                                     | Golden Trophy 1999                     | 20 mars 1999      | 2     | N/A   | France                           |                                            |

## Filmographie
- 2010 : Arthur 3 : La Guerre des deux mondes
- 2012 : Métal Hurlant Chronicles (1 épisode)
- 2016 : Pattaya : Farid Balayette
- 2023 : Le Monde d'après 2